# زيليغ سوسكين
زيليغ سوسكين (بالعبرية: זליג סוסקין) (ولد في 1873 – ومات في 26 فبراير 1959) عالم زراعة إسرائيلي، وعضو مبكر في الحركة الصهيونية.
حصل على جائزة إسرائيل في الزراعة في عام 1958.

## حياته
ولد في القرم في عام 1873، التي كانت جزءا من الإمبراطورية الروسية، وهي حاليا جزء من روسيا. نشط في الحركة الصهيونية في روسيا، وهاجر إلى فلسطين تحت الانتداب البريطاني في عام 1869، بعد دراسة الزراعة في ألمانيا.
كان أحد المؤسسين لمستوطنة بيئير توفيا (التي كانوا يسمونها في ذلك الحين كاستينا، على اسم القرية الفلسطينية المجاورة التي تحمل نفس الاسم)، وعملوا على زراعة بنات الأوكاليبتوس لتجفيف مستنقعات هاديرا.
وفي عام 1989 رافق سوسكين تيودور هيرتزل خلال زيارته في فلسطين، وساعده في البحث لاستكشاف إمكانيات الزراعة في المناطق المختلفة في البلاد. وفي عام 1903 شارك في المؤتمر الصهيوني السادس، حيث انتخب في لجنة دراسة أرض إسرائيل، بجانب كل من أوتو فاربورغ وفرانتس أوبنهايمر. وبجانب عمله في اللجنة، كان جزءا من الوفد الذي زار مدينة العريش في شبه جزيرة سيناء، لاستكشاف المنطقة بناء على طلب هيرتزل. وكان جزء من بحثه الزراعي ضمن تعاونه مع آرون آرونسون، الذي توطدت صداقته به في مدينة زيكرون ياكوف في أوائل القرن العشرين.
وفي عام 1918 عين مديرا لمستوطنة الصندوق القومي اليهودي، وبعد قيامه بجولة في أوروبا، بدأ في دراسة إدخال نظام زراعي. وكان النظام يشمل زراعة مكثفة على أجزاء صغيرة من الأرض. وحاول تنفيذ هذا النظام في دائرة بنيامينا، ولاقى النجاح بالتزامن مع تأسيس مدينة نهاريا في عام 1934.
كما كان رائدا في  زراعة النباتات على الماء. وفي عام 1944 اقترح خطة لإطعام أوروبا المحررة بالخضراوات المزروعة على الماء.

## جوائز
حصل على جائزة إسرائيل في مجال الزراعة في عام 1958. وسمى شارع في مدينة نهاريا باسمه.